# Odstavec
Odstavec je graficky oddělená část souvislého textu, obvykle bez nadpisu. Obsahuje jednu nebo více vět, které mají tvořit určitý logický celek. Text se člení na odstavce kvůli lepší čitelnosti (prostředek tzv. horizontálního členění textu).

## Typografie
Odstavec vždy začíná na novém řádku a může být oddělen buď odsazením nebo větší meziřádkovou mezerou, případně i obojím. V typografické praxi, v knihách a časopisech, se většinou používá odsazení, které šetří místem. Jeho velikost se tradičně udává ve čtverčících (půlčtverčících atd.). Při psaní na stroji se k tomu používalo několik mezer. Pokud se rukopis pro sazbu připravuje na počítači, mohou takové mezery působit nesnáze při převodu do sázecího programu, proto je redakční předpisy často odmítají.
Počítačové textové editory, na nichž se dnes většina textů připravuje, nabízejí větší možnosti: vedle odsazení také předsazení prvního řádku, automatické číslování odstavců, označování odrážek atd. Pokud se však text ještě převádí do sázecího programu, dávají redakce přednost co nejjednoduššímu označení odstavců, např. pouze znakem konce odstavce (enter). Editor pak umožňuje, aby se za tímto znakem automaticky vytvořila větší meziřádková mezera, jejíž velikost lze nastavit v typografických bodech. Rozdíl oproti vynechaným řádkům nebo mezerám je v tom, že způsob oddělení odstavce není dán znaky v textu, nýbrž jen nastavením editoru. Technický redaktor pak může snadno i způsob oddělení odstavců upravit podle grafického návrhu.
V angloamerickém prostředí je obvyklejší odsazování odstavců větším řádkováním nebo jen začátkem na novém řádku, jinak odstavec začíná řádkovou mezerou (tabulátorem). Tento angloamerický úzus se zejména vlivem rozšíření e-mailové komunikace prosadil i v korespondenci.

## Právo
V právních textech, v zákonech, nařízeních a jiných předpisech se paragrafy mohou dále dělit na číslované odstavce. Pokud má paragraf nebo odstavec povahu výčtu, dělí se obvykle dále na písmena. Odkaz na takový text potom mívá tvar § [číslo paragrafu] odst. [číslo odstavce bez dalších znaků] písm. [písmeno se znakem konce závorky] [název předpisu] (např. § 2 odst. 2 písm. a) zákona č. 6/1993 Sb., o České národní bance, ve znění pozdějších předpisů).